# David C. Cassidy
David C. Cassidy é um historiador da ciência americano e professor emérito na Universidade Hofstra, em Hempstead, Nova Iorque. Ele é mais conhecido por suas contribuições para a história da mecânica quântica, biografia científica, história da física na Alemanha e nos Estados Unidos.

## Distinções
As distinções e prêmios de Cassidy incluem o Prêmio Pfizer, o Prêmio de Escrita Científica do Instituto Americano de Física, o Prêmio Abraham Pais da American Physical Society, e um Doutorado honoris causa em Ciências concedido pela Purdue University.